# جون روبرسون
جون روبرسون (بالإنجليزية: John Roberson)‏ مواليد 28 أكتوبر 1988 في كانساس سيتي، هو لاعب كرة سلة أمريكي. بدأ مسيرته الاحترافية في سنة 2011. يلعب مع إلان شالون في الدوري الفرنسي لكرة السلة الدرجة الأولى كلاعب هجوم خلفي. يحمل الرقم 21.

## المسيرة الاحترافية
لعب مع زلاتوروج لاشكو في سنة 2011، ثم لعب مع سودرتاليا كينغ من سنة 2012 إلى 2014، ثم لعب مع إلان شالون في الدوري الفرنسي في سنة 2015.

## روابط خارجية
- جون روبرسون على موقع الدوري الأوروبي لكرة السلة (الإنجليزية)
- جون روبرسون على موقع الدوري الإسباني لكرة السلة (الإسبانية)
- جون روبرسون على موقع كرة السلة الأوروبية.كوم (الإنجليزية)
- جون روبرسون على موقع كلية كرة السلة في سبورتس رفرنس.كوم (الإنجليزية)
- جون روبرسون على موقع ريلجم (الإنجليزية)
- جون روبرسون على موقع بروبوليرز (الإنجليزية)
- جون روبرسون على موقع سبورتس رفرنس (الإنجليزية)